# 村千鶴子
村 千鶴子（むら ちずこ、1953年 - ）は、東京弁護士会所属の弁護士。東京経済大学現代法学部教授。専門は消費者問題。

## 来歴
1953年に愛知県名古屋市に生まれる。名古屋大学法学部法律学科卒業。1978年に弁護士登録（第30期）。

## 職歴
- 都民総合法律事務所弁護士
- 東京経済大学現代法学部教授
- 財団法人日本消費者協会理事長
- 日弁連消費者問題対策委員会委員
- 横浜市消費生活審議会委員

## 著書・論文等
- 『頭のいいクレジットの利用法 - あなたをねらっている、あまい話』（日本経営指導センター、1984年）
- 『市民のための消費者契約法 - Q&Aケースでわかる 第4版』（中央経済社、初版：2001年4月→2版：2005年10月→3版：2009年9月→4版：2012年7月）
  - 『Q&A 市民のための消費者契約法』（中央経済社、2019年3月）
- 『Q&A市民のための特定商取引法 - 訪問販売・内職商法などへの対応の仕方』（中央経済社、2002年4月）
- 『消費者はなぜだまされるのか - 弁護士が見た悪質商法』（平凡社新書、2004年6月）
- 『Q&Aこれで安心!改正特定商取引法のすべて 第2版』（中央経済社、初版：2005年5月→2版：2008年12月）
  - 『改正特定商取引法のすべて - Q&Aこれで安心! 第4版』（中央経済社、3版：2009年12月→4版：2013年4月）
    - 『Q&A 市民のための特定商取引法 改題新版』（中央経済社、新版：2017年4月→2版：2023年3月）
- 『資格商法・悪質商法の法律相談』（青林書院、2006年8月）
- 『なぜ騙されるのか? 悪質商法の見分け方と撃退法』（新日本出版社、2007年11月→視覚障害者支援総合センター、2008年7月）
- 『消費者トラブル手口と対応策 - 弁護士がきちんと教える』（あさ出版、2008年8月）
- 『ガイドブック特定商取引法』（法学書院、2009年1月）
- 『よくわかるクーリング・オフの仕方 - 悪徳商法に対処するときの一冊』（日本法令、2010年7月）
- 『特定商取引のことならこの1冊 - はじめの一歩』（自由国民社、2010年12月）
- 『これで安心だまされない!35のQ&A』（全国官報販売協同組合、2011年10月）
- 『市民のための消費者契約法 - Q&Aケースでわかる 第5版』（中央経済社、2016年9月）
- 『誌上法学講座 : 特定商取引法を学ぶ : 国民生活より 改訂第2版』（国民生活センター、初版：2016年11月→2版：2020年12月）
- 『Q&A 詐欺・悪徳商法相談対応ハンドブック』（ぎょうせい、2017年1月）
- 『消費者のための民法入門』（新世社、2019年8月）
- 『Q&Aポイント整理 改正消費者契約法・特定商取引法』（弘文堂、2020年1月）
- 『消費生活相談員のための消費者3法の基礎知識 : 消費者契約法・特定商取引法・割賦販売法 第2版』（中央経済社、初版：2021年12月、2版：2024年3月）

### 編著
- 『これからこうなる消費者行政 - 消費者庁の仕組みと所管法令のポイント』（ぎょうせい、2009年9月）
- 『Q&A消費生活相談室』（ぎょうせい、2010年2月）
- 『Q&A消費生活相談の基礎知識 - 知っておきたい民事のルール』（ぎょうせい、2011年8月）

### 共編
- 『Q&A消費者契約法』（野々山宏、井田雅貴との共編著、ぎょうせい、2000年12月）
- 『葬儀・墓地のトラブル相談Q&A : 基礎知識から具体的解決策まで 第2版』（長谷川正浩、石川美明との共編、民事法研究会、初版：2014年11月→2版：2021年8月）

### 共著
- 『女性のための法律Q&A - 若い女性のトラブル解決』（鬼丸かおるとの共著、新日本法規出版、1999年10月）
- 『定年後の法律相談』（木村晋介との共著、徳間文庫、2002年3月）
- 『アクセス消費者法 第2版』（後藤巻則、齋藤雅弘との共著、日本評論社、初版：2005年3月→2版：2007年11月）
- 『消費者契約紛争ハンドブック : Q&A 第3版』（山本豊監修、弘文堂、2版：2005年4月→3版：2011年10月）
- 『おんなの民法100 - 暮らしの教科書』（岩村明美との共著、教育評論社、2007年4月）
- 『誌上法学講座 - 月刊国民生活より. 特定商取引法を学ぶ』（国民生活センター、2010年12月）
- 『誌上法学講座 - 月刊国民生活より. 割賦販売法を学ぶ』（国民生活センター、2012年2月）
- 『テキストブック消費者法 = CONSUMER LAW 第4版』（伊藤進、高橋岩和、鈴木深雪との共著、日本評論社、3版：2006年4月→4版：2013年4月）

### 監修
- 『これって悪質商法?』（滋賀県立消費者センター、2001年）
- 『わが家の消費生活安心ガイド - 保存版』（太宰府市）
- 『これってアヤシクない? - 若者のための消費者トラブル回避マニュアル』（印西市消費生活センター）
- 『みんなのあんしん消費生活 : 消費者トラブルにご用心!』（大分県消費生活・男女共同参画プラザ）
- 『みんなの暮らしを守る!消費者契約法』（滋賀県立消費者センター、2001年）
- 『「いろは」で防ごう身近な悪質商法 : 高齢者向け』（滋賀県立消費者センター、2002年）
- 『私たち、カモられました! - ぜんぶホントの悪徳商法』（フィールドワイ、2005年5月）
- 『消費者トラブルお悩み相談室 - 悪質商法・詐欺を撃退する力を身につけよう! : これから社会に出る君たちへ : 14 trouble cases』（太宰府市、2010年）
- 『消費者トラブル「回避」マニュアル - 悪質商法が狙っています!あなたの周りのアブナイ話』（広島県生活センター、2011年2月）
- 『障害者の消費生活見守りガイドブック : 地域の『見守り力』で消費者トラブルを防ごう! : 保存版』（川崎市消費者行政センター、2016年11月）
- 『新大人社会へのパスポート - ろうきん金融教育サポートプログラム : 2022年民法改正18歳までに知っておこう!契約と消費者トラブル』（中央労働金庫、2019年12月）
- 『気をつけて! 悪質業者は若者を狙っています!』（港区立消費者センター、2020年9月）
- 『中学生のかしこい消費生活 - 消費者の力で未来を変えよう!』（港区立消費者センター、2021年9月）
- 『オトナ消費者へステップアップ! - これから成年になるキミたちへ』（港区立消費者センター、2021年9月）
- 『消費者トラブル対策ワークブック - 「悪質商法」「詐欺」への対策はオトナとしての必須の知識です!』（港区立消費者センター、2024年9月）

### 論文
- CiNii>村千鶴子

## インタビュー
- 東京経済大学>「2016年度第24回現代法学部村千鶴子教授」

## 出演番組
- 荒川強啓 デイ・キャッチ! （TBSラジオ、火曜日担当コメンテーター）2005年1月 - 2008年3月